# Municipio de Belvidere (Iowa)
El municipio de Belvidere (en inglés: Belvidere Township) es un municipio ubicado en el condado de Monona en el estado estadounidense de Iowa. En el año 2010 tenía una población de 215 habitantes y una densidad poblacional de 2,32 personas por km².

## Geografía
El municipio de Belvidere se encuentra ubicado en las coordenadas 41°59′11″N 95°57′59″O / 41.98639, -95.96639. Según la Oficina del Censo de los Estados Unidos, el municipio tiene una superficie total de 92.48 km², de la cual 92,38 km² corresponden a tierra firme y (0,1 %) 0,1 km² es agua.

## Demografía
Según el censo de 2010, había 215 personas residiendo en el municipio de Belvidere. La densidad de población era de 2,32 hab./km². De los 215 habitantes, el municipio de Belvidere estaba compuesto por el 98,14 % blancos, el 0,93 % eran afroamericanos, el 0,47 % eran amerindios y el 0,47 % eran de una mezcla de razas. Del total de la población el 0 % eran hispanos o latinos de cualquier raza.